# Guillaume Marie Jean René Legraverend
Pour les articles homonymes, voir Legraverend.
Guillaume Marie Jean René Legraverend est un magistrat et homme politique français né le 9 février 1765 à Rennes (Ille-et-Vilaine) et décédé le 27 mai 1834 à Rennes.

## Biographie
Cousin germain de Jean-Marie Emmanuel Legraverend, il est professeur de droit à la faculté de Rennes. Avocat général, devient en 1818 conseiller à la cour d'appel de Rennes. Il est député d'Ille-et-Vilaine de 1817 à 1822, siégeant à gauche, dans l'opposition. Il devient président de chambre à la cour d'appel en août 1830. Il est l'auteur de nombreux ouvrages de jurisprudence en droit pénal.

## Sources
- « Guillaume, Marie, Jean, René Le Graverend », dans Adolphe Robert et Gaston Cougny, Dictionnaire des parlementaires français, Edgar Bourloton, 1889-1891 [détail de l’édition] [texte sur Sycomore]